# 中國水業集團
中國水業集團有限公司，簡稱中國水業集團（英語：CHINA WATER INDUSTRY GROUP LIMITED，港交所：1129），在2006年12月18日，由天鷹電腦集團控股有限公司更名而來。

## 历史
現時業務在中國內地（包括江西、山東等）經營水务项目的投资与运营，總部位於香港上环干诺道中168-200号信德中心西座1207室。
而董事會主席為王德银，以及總裁朱燕燕。

## 連結
- ChinaWaterInd.com（页面存档备份，存于）